# 小行星7240
小行星7240（英語：7240 Hasebe）是一颗围绕太阳公转的小行星。1989年12月19日，水野義兼、古田俊正在可儿市发现了此天体。
这颗小行星的绝对星等为36.16533932680763等。